# 1927 dans les parcs de loisirs
| Années des parcs de loisirs : 1924 - 1925 - 1926 - 1927 - 1928 - 1929 - 1930    |
| Décennies des parcs de loisirs : 1890 - 1900 - 1910 - 1920 - 1930 - 1940 - 1950 |

## Parcs d'attractions

### Ouverture
- Playland (San Francisco) (en) ( États-Unis)

## Attractions

### Montagnes russes
| Nom       | Type / Modèle | Constructeur                  | Parc                         | Pays       |
| --------- | ------------- | ----------------------------- | ---------------------------- | ---------- |
| Cyclone   | Hybride       | Harry C. Baker (en)           | Astroland                    | États-Unis |
| Cyclone   | Bois          | Harry Traver (en)             | Palisades Amusement Park     | États-Unis |
| Racer     | Assise / Duel | John A. Miller                | Kennywood                    | États-Unis |
| Skyrocket | Bois          | John A. Miller                | Idora Park (Californie) (en) | États-Unis |
| Twister   | Bois          | Charlie Dinn                  | Lakemont Park                | États-Unis |
| Wildcat   | Bois          | Philadelphia Toboggan Company | Lake Compounce               | États-Unis |

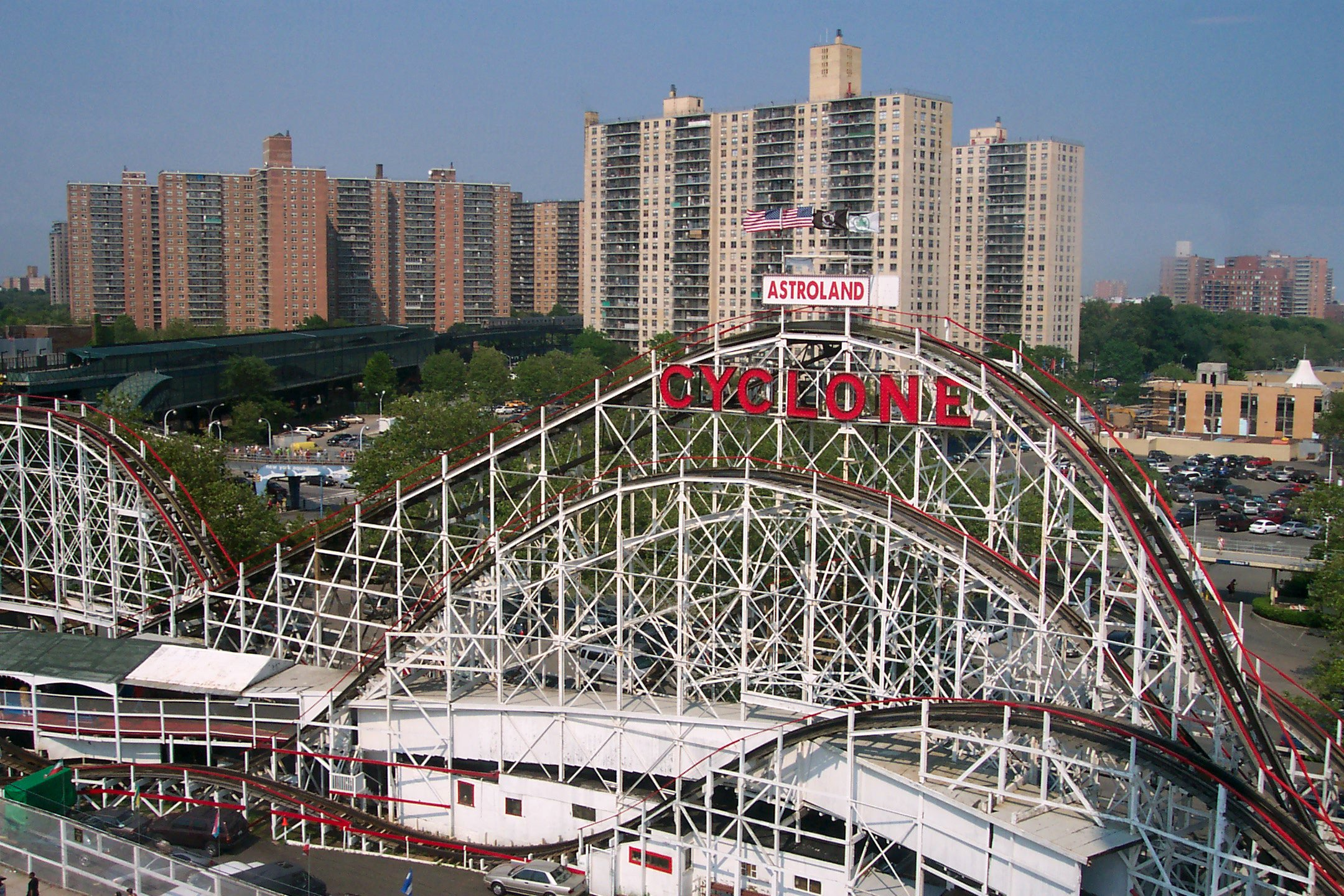
Cyclone à Astroland
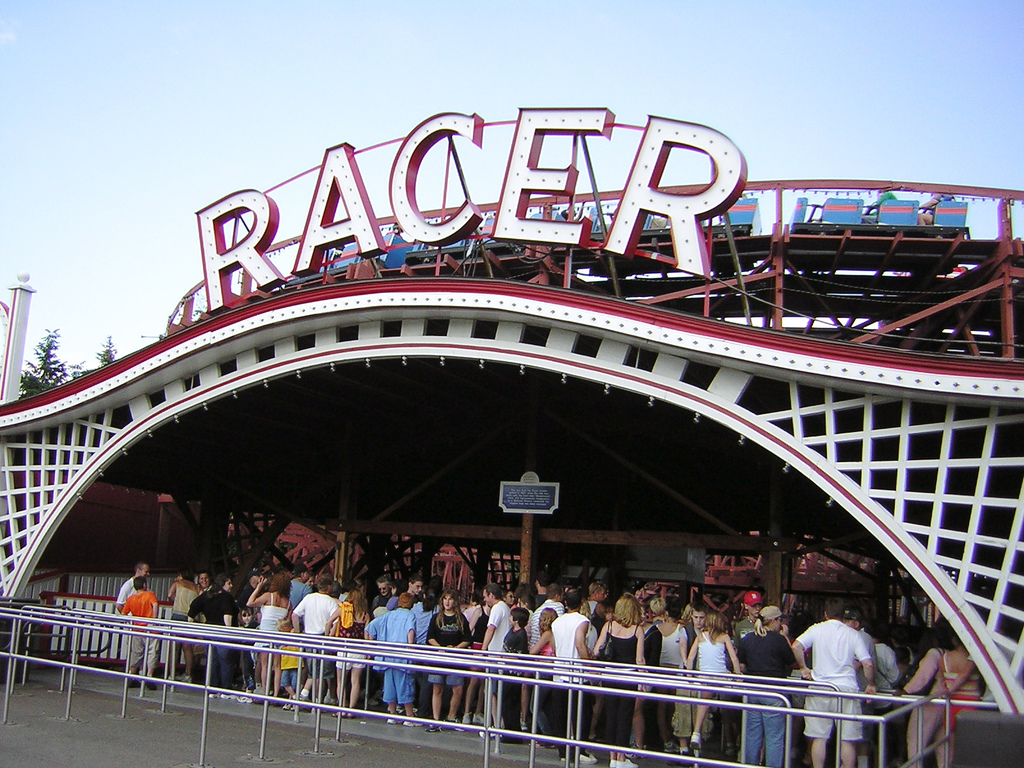
Racer à Kennywood
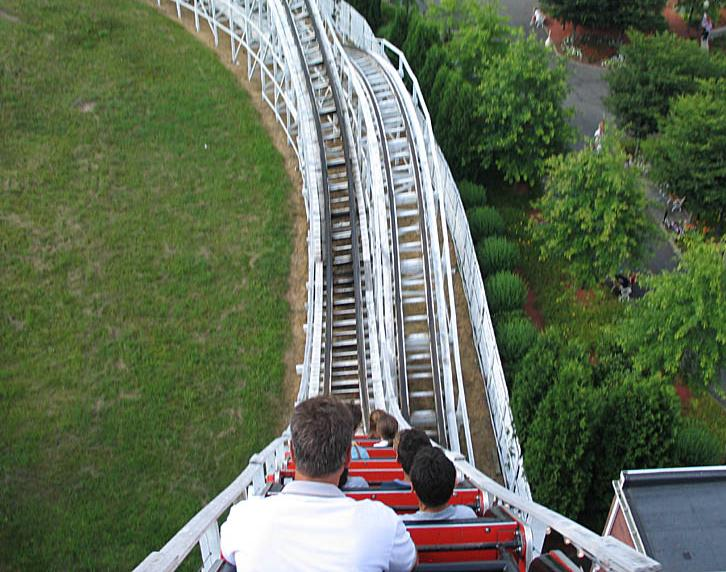
Wildcat à Lake Compounce

### Autres attractions
| Nom             | Type / Modèle   | Constructeur               | Parc                    | Pays       |
| --------------- | --------------- | -------------------------- | ----------------------- | ---------- |
| Boat Chute      | Mill Chute      | Carl O. Dixon              | Lake Winnepesaukah (en) | États-Unis |
| Haunted Pretzel | Train fantôme   | Leon Cassidy               | Bushkill Park (en)      | États-Unis |
| Old Mill        | Old Mill        |                            | Dorney Park             | États-Unis |
| Merry Go Round  | Carrousel       | William H. Dentzel         | Kennywood               | États-Unis |
| Turtle          | Tumble Bug (en) | Traver Engineering Company | Kennywood               | États-Unis |

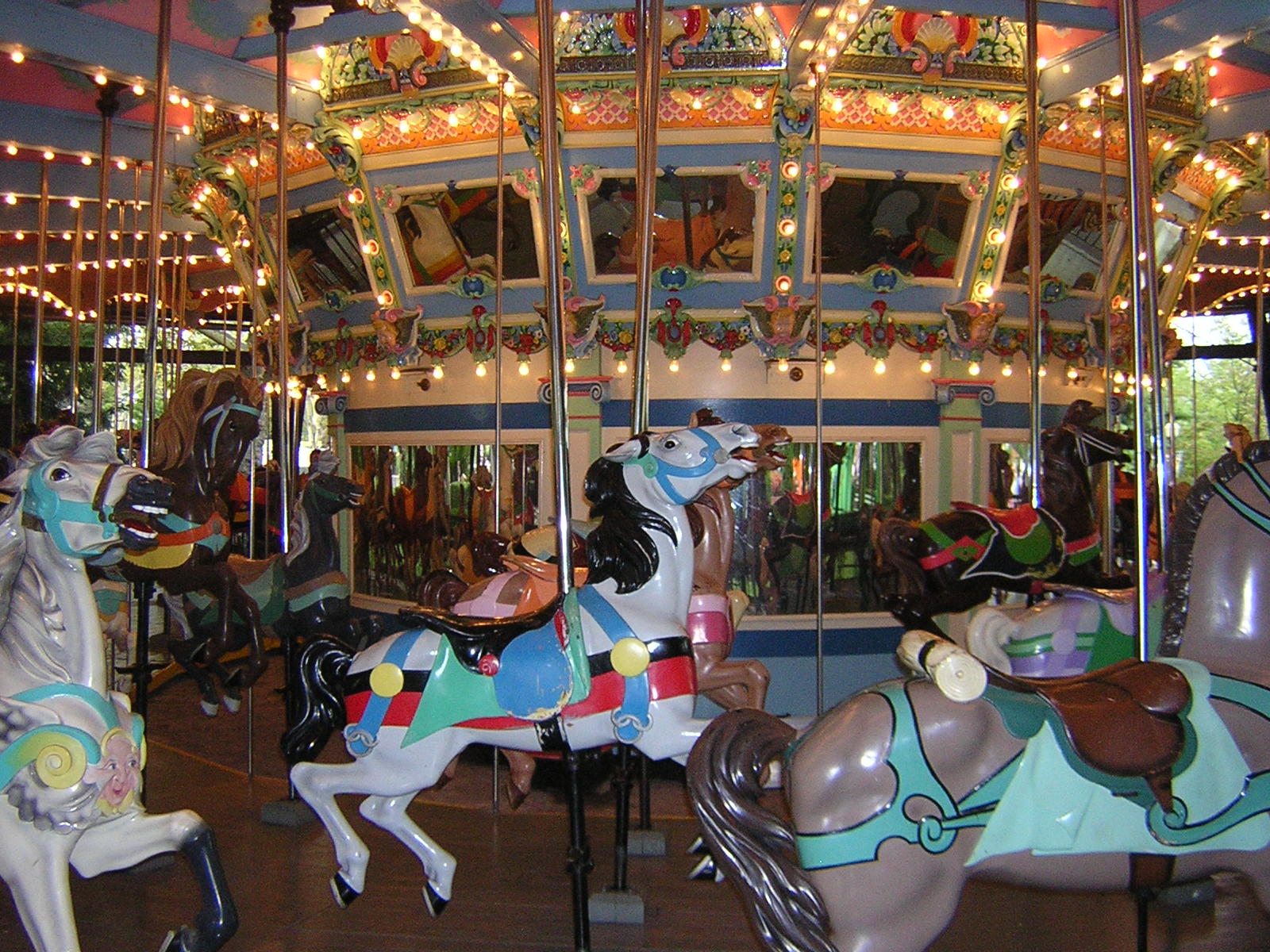
Merry Go Round à Kennywood
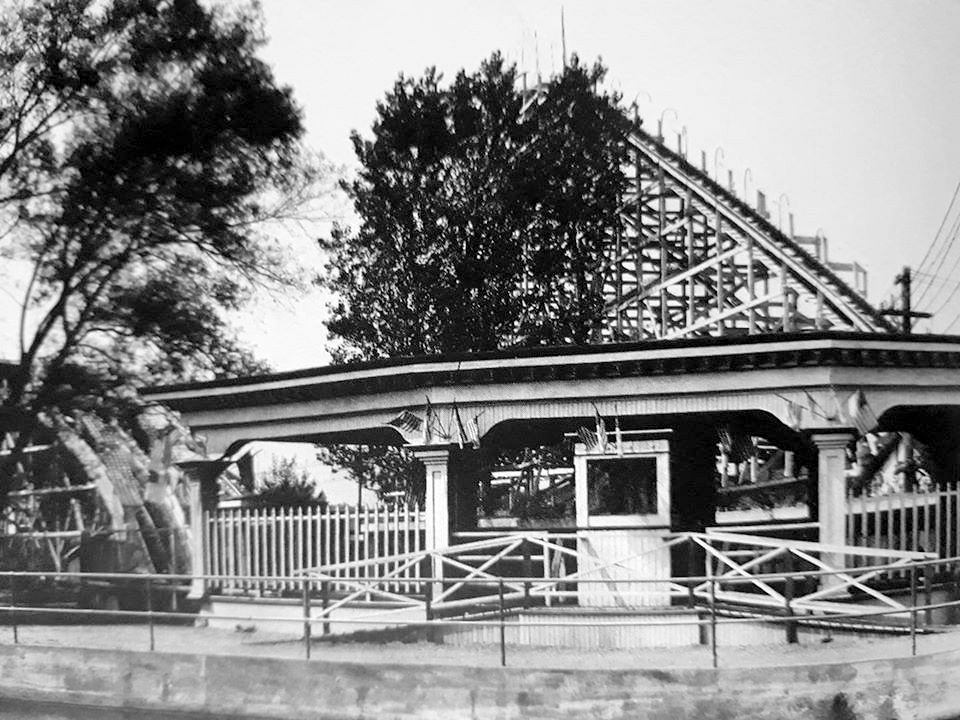
Old Mill à Dorney Park
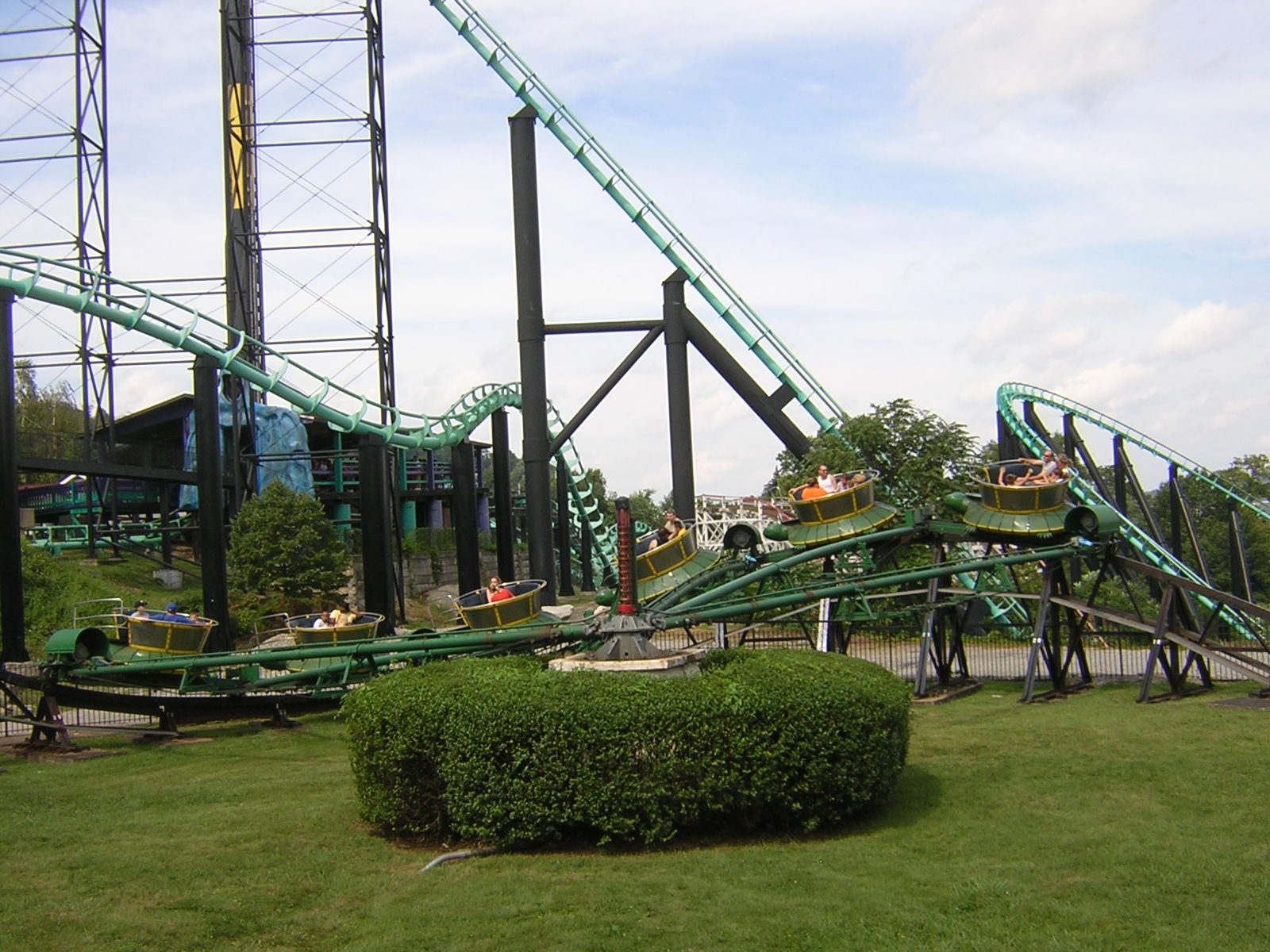
Turtle à Kennywood